# Antenor Patiño
Antenor Patiño Rodríguez (Oruro, Bolivia, 12 de octubre de 1896 - Nueva York, Estados Unidos, 2 de febrero de 1982) fue un empresario boliviano.

## Biografía
Heredero de Simón I. Patiño, llamado el "Rey del Estaño" al ser el propietario de las principales minas de estaño en Bolivia y controlar el mercado mundial de este mineral. Las minas fueron nacionalizadas en 1952 en la revolución boliviana e integradas a la Corporación Minera de Bolivia.
Se casó en 1931 con la Duquesa de Dúrcal, María Cristina de Borbón y Bosch-Labrús (1913-2002), hija de Don Fernando de Borbón y Madán, duque de Dúrcal y pariente del rey Alfonso XIII de España, y de doña Leticia Bosch-Labrús y Blat, hermana del vizconde de Bosch-Labrús, con quien tuvo dos hijas: María Cristina e Isabel. Se divorció en 1959 tras extensas disputas legales. La mayor de sus hijas, María Cristina contrajo matrimonio con Marc Charles Louis Joseph Marie, 7º Príncipe de Beauvau-Craon (París 3 Feb 1921-Château d'Haroue 21 Nov 1982) y su segunda hija Isabel murió al dar a luz a su única hija Isabel Goldsmith-Patiño, poco después de casarse con James Goldsmith (1933-1997).
Con su fortuna, entre otras cosas, logró desarrollos turísticos como Las Hadas, en Manzanillo, México, (lugar donde se filmó la película "10" con la actriz Bo Derek) y Las Alamandas en la Costa Alegre del estado de Jalisco, también en México.